# Ștefan Lăpădat
Ștefan Lăpădat (n. 2 aprilie 1945) este un fost deputat român în legislatura 2000-2004, ales în județul Mehedinți pe listele PRM. Ștefan Lăpădat a devenit deputat independent din octombrie 2004 și a fost membru în grupul parlamentar de prietenie cu Republica Federativă Brazilia.  

## Legături externe
- Ștefan Lăpădat[nefuncțională – arhivă]
 la cdep.ro